# Cercle de pedres d'Uragh

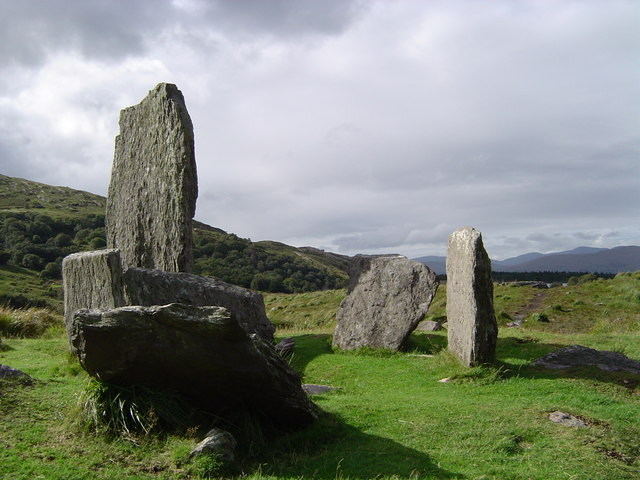
Vista propera.

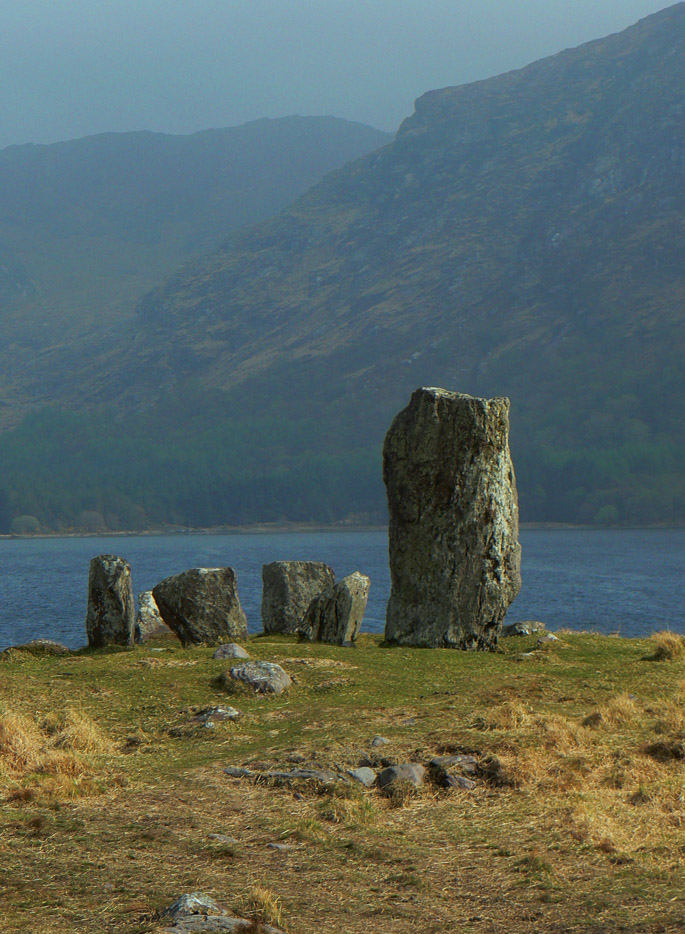
Vista propera.

El cercle de pedres d'Uragh és un monument megalític d'Irlanda, situat a la parròquia de Tuosist, al comtat de Kerry. El cercle, de 2,4 metres de diàmetre, el formen cinc megàlits, dels quals el major mesura 3 metres.